# Вулиця Гетьмана Полуботка (Чернігів)
Вулиця Гетьмана Полуботка — вулиця у обласному центрі України місті Чернігові, яка має ім'я наказного гетьмана Павла Леонтійовича Полуботка. 
Розташована у Деснянському районі — починається у центральній частині міста і тягнеться на схід. Пролягає від проспекту Миру і Красної площі, через міст над Стрижнем і аж до вулиці Молодіжної. Вулицю перетинають вулиці П'ятницька, Мстиславська, Гонча, Пушкіна, О. Міхнюка, Олександра Молодчого, Милорадовичів, Земська, від вулиці відходять — вулиці Менделєєва і Павлова.

## Історія
Люди тут селилися з давніх-давен. Деякий час тому експедиції відділу археології Чернігівського історичного музею під час розкопок по вулиці Полуботка пощастило виявити комплекс по обробці міді. Крім мідного шлаку, було знайдено інструменти, якими користувалися стародавні майстри, різноманітні вироби. 
Сучасну вулицю Полуботка, тоді Свердлова утворено 1955 року шляхом об'єднання вулиць Селюка і Лассаля (до цього існувала інша вулиця Свердлова — це була частина сучасної вулиці Шевченка — від Красного мосту до сучасної вулиці О. Молодчого):
- вулиця Селюка до 1919 року носила назву Богуславської. Її було прокладено ще за планом міста 1805 року. Після Німецько-радянської війни 1941—45 років до вулиці Селюка увійшла частина Красної площі. Крім того, було прокладено новий відтинок від тодішніх вулиць 1 Травня до вулиці Червоноармійської. Вже після об'єднання (1955) вулиці Селюка з вулицею Лассаля від 1960 року в Чернігові існує інша вулиця Селюка.
- вулиця Лассаля (до 1927 року — Шафонського) — прокладена 1897 року від вулиці Петербурзької (тепер — О. Молодчого) до міської околиці (тепер — вулиця Молодіжна).

На початку ХХ століття на вулиці Богуславській, крім приватних будинків, містилася друкарня, завод газованих вод, лазня (з 1905 року), водокачка (у 1890-х роках переобладнана на електростанцію), Чернігівська духовна семінарія (від 1870-х років). Свого часу на вулиці містилася редакція «Чернігівських єпархіальних відомостей» («Известия»). 
У 1930-х роках на місці електростанції по вулиці Селюка відкрився пюре-пастильний завод, згодом його переобладнали під макаронну фабрику. 
У приміщенні колишньої Чернігівської духовної семінарії тоді ж містився педінститут і середня школа № 8 ім. Кірова, а на колишній вулиці Шафонській (Лассаля) споруджено триповерховий будинок для середньої школи № 16 ім. Лассаля. 
У роки Німецько-радянської війни у Другій світовій війні (1941—45) майже всі будинки по вулиці було спалено і зруйновано. Після визволення Чернігова одним з перших було відбудовано будинок, в якому міститься міський відділ охорони здоров'я. Приміщення педінституту і школи № 8 було відбудовано для госпіталю. 
У повоєнний час також через Стрижень замість дерев'яного мосту проклали бетонний. Новопрокладений відрізок вулиці забудували індивідуальними житловими будинками. Неподалік церкви, на місці руїн, розбили сквер Богдана Хмельницького, у якому в 1956 році відкрили пам'ятник гетьманові. 
У приміщенні колишньої школи № 16 (буд. № 56), яку згодом відбудували, розмістився учительський інститут, згодом педагогічний і, нарешті, теперішній педагогічний університет ім. Т. Г. Шевченка. До цього корпусу прибудували спортивний зал (вздовж вулиці Гетьмана Полуботка) та навчальний (вздовж вулиці Молодчого). 
За незалежності України 2001 року вулиця Свердлова дістала назву Гетьмана Полуботка, колишнього чернігівського полковника і наказного гетьмана, що очолював старшинську верхівку, яка домагалася відновлення гетьманства та ліквідації Малоросійської колегії, за що скінчив життя у Петропавловській фортеці.

## Об'єкти
На чернігівській вулиці Гетьмана Полуботка розташовані такі важливі об'єкти:
- буд. № 3 — П'ятницька церква — одна з найдавніших споруд міста (кін. ХІІ — поч. ХІІІ ст.ст., сучасний вигляд — кінець XVII століття);
- буд. № 14 — ЗОШ №3 [2];
- буд. № 40 — Храм Святого Михайла та боярина Федора духовної семінарії (2-а половина XVIII століття); Чернігівський міський військовий госпіталь;
- буд. № 53 — Чернігівський національний педагогічний університет ім. Т.Г. Шевченка, а також чернігівське відділення Національного фармацевтичного університету (м. Харків).

У будинку за № 2 у 1960—80-і роки містилися редакції обласних газет «Комсомольський гарт», «Деснянська правда». У молодіжній газеті працювали поети і прозаїки Борис Наріжний, Леонід Горлач, Олександр Олійник, Микола Ночовний, Микола Биковець, Володимир Матіїв, Василь Щербонос, Яків Ковалець; справжнє літературне сузір'я «полум'яніло» і у «Деснянській правді» — Степан Шуплик, Олексій Довгий, Кузьма Журба, Станіслав Реп'ях, Володимир Назаренко, Петро Куценко, Віталій Леус, Петро Пулінець, Любов Довбенко, Володимир Сапон, Василь Струтинський. Нині тут квартирують численні громадські організації, громадська організація «Мости партнерства»
Також на вулиці збереглися старовинні будинки №№ 64, 104 та інші пам'ятки історії та архітектури, серед яких особливо вирізняється П'ятницька церква. Від початку і до 40 номера (Храму Святого Михайла та боярина Федора) вулиця забудована п'ятиповерховими будинками, далі — приватний сектор.
На вулиці Богуславській свого часу мешкав видатний український письменник, лексикограф Борис Грінченко разом з дружиною Марією Миколаївною, донькою Настею. Саме звідси Борис Дмитрович настійливо радив Михайлові Коцюбинському переїхати до Чернігова.

## Транспорт
Станом на 2021 року, відрізком вулиці Гетьмана Полуботка від Пушкіна до П'ятницької використовують троллейбуси (1 і 9) і маршрутні таксі (16, 27, 44). На відрізку від Молодіжної до О. Молодшого використовує маршрутне таксі (1). До цього ще курсували троллейбуси (2) і маршрутне таксі (14).

## Галерея

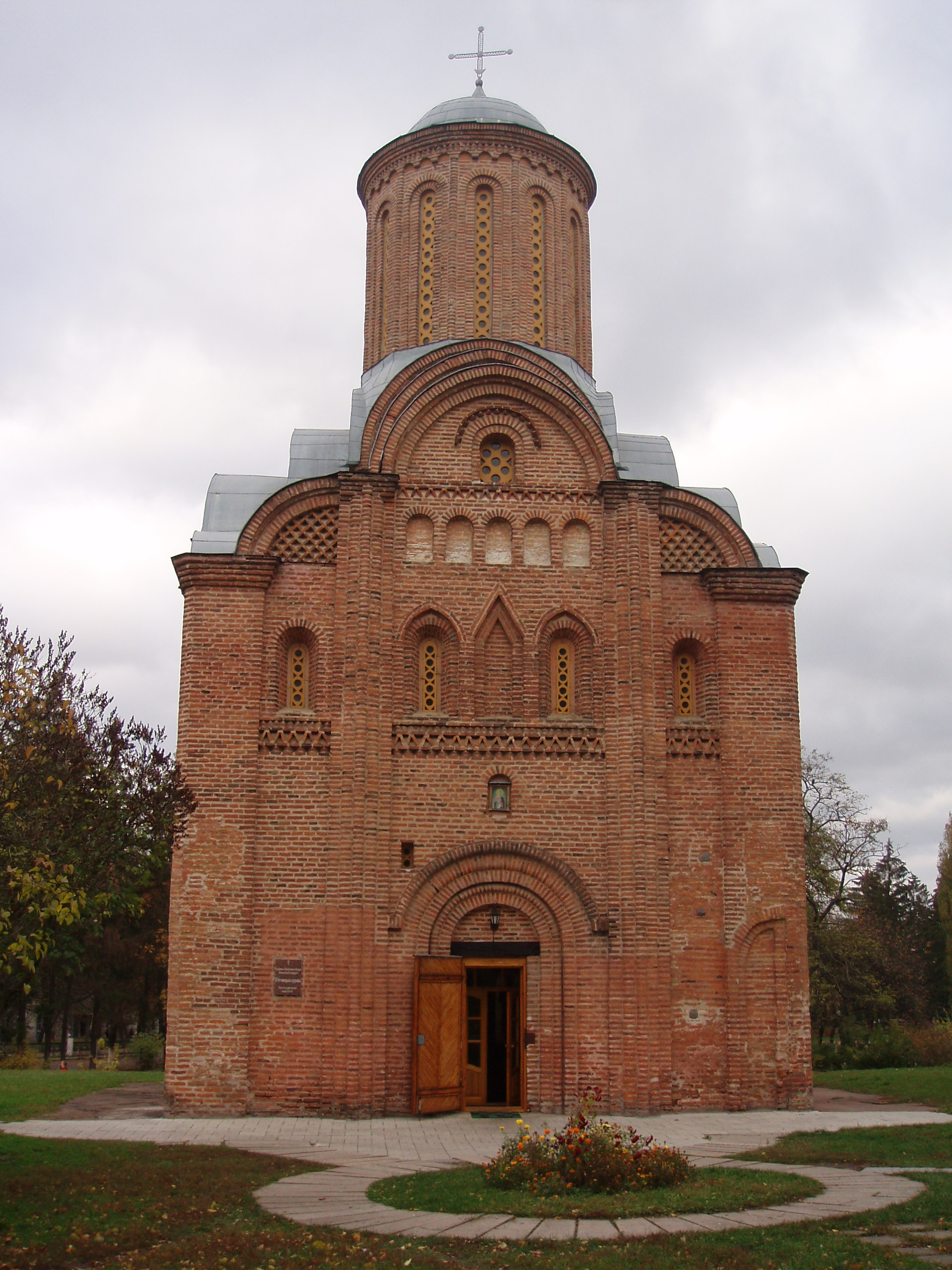
П'ятницька церква
Пам'ятник Богданові Хмельницькому (1956)
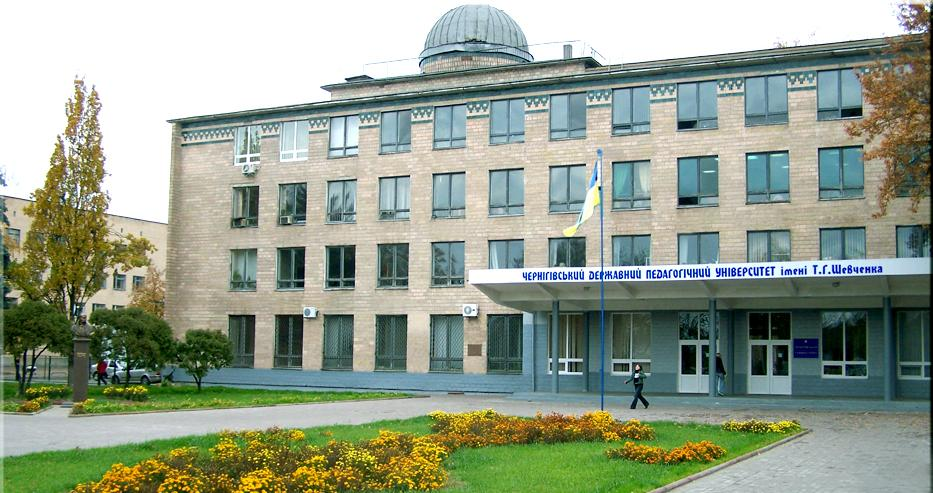
Чернігівський національний педагогічний університет ім. Т.Г. Шевченка
Пам'ятна дошка у Чернігові на вулиці П.Полуботка
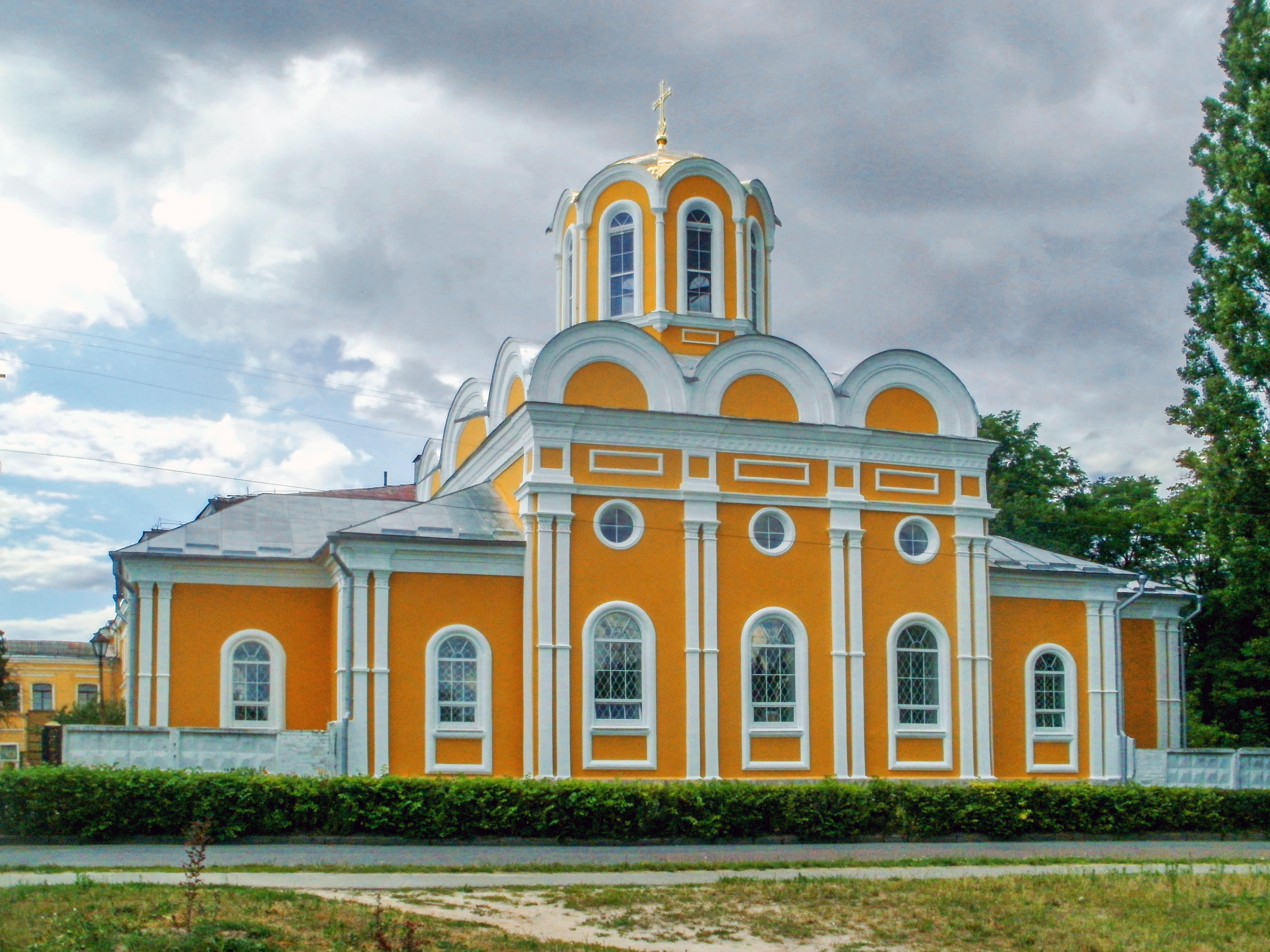
Церква Михаїла і Федора (Чернігів)
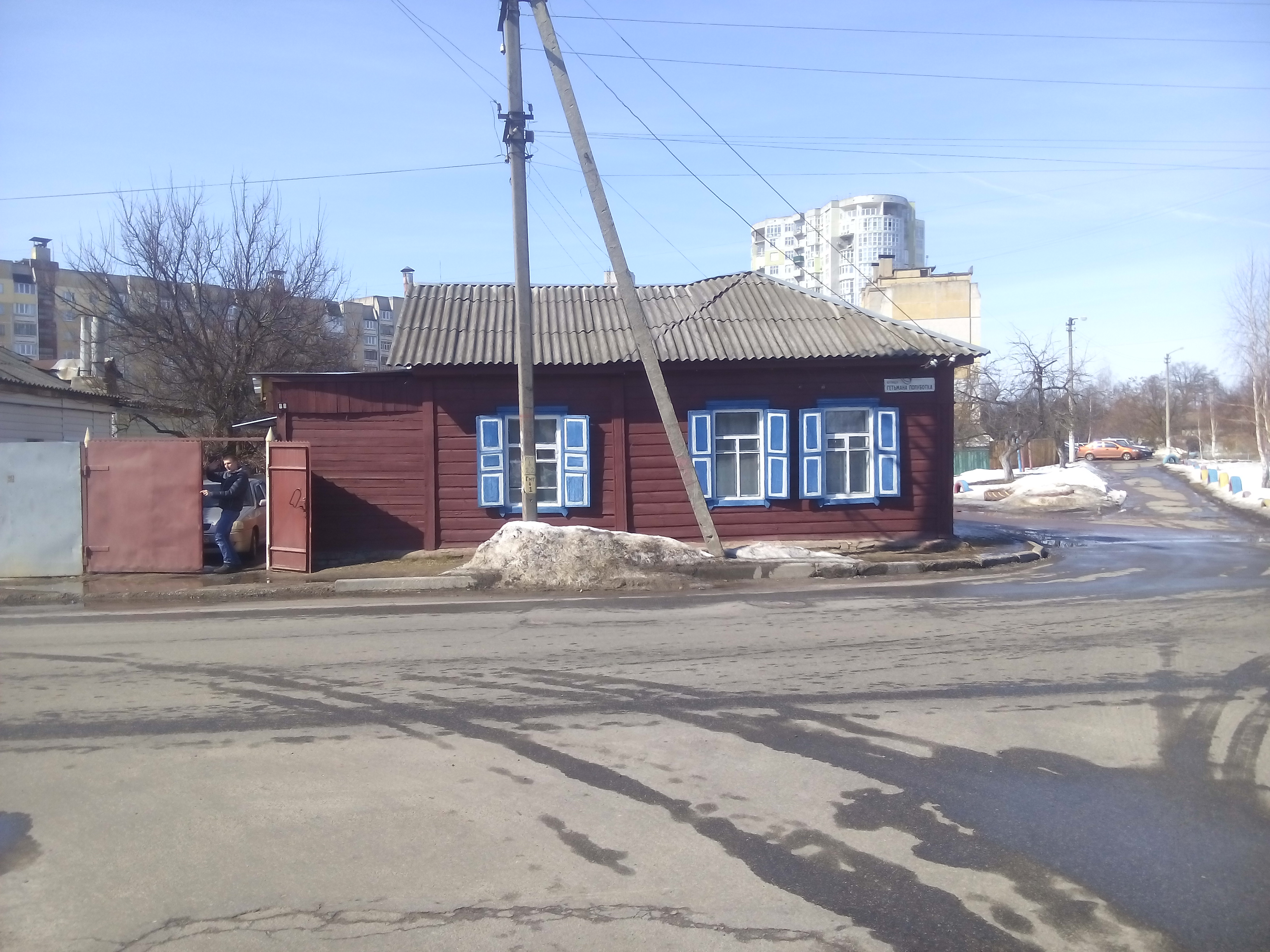
Будинок по вул. Полуботка, 88
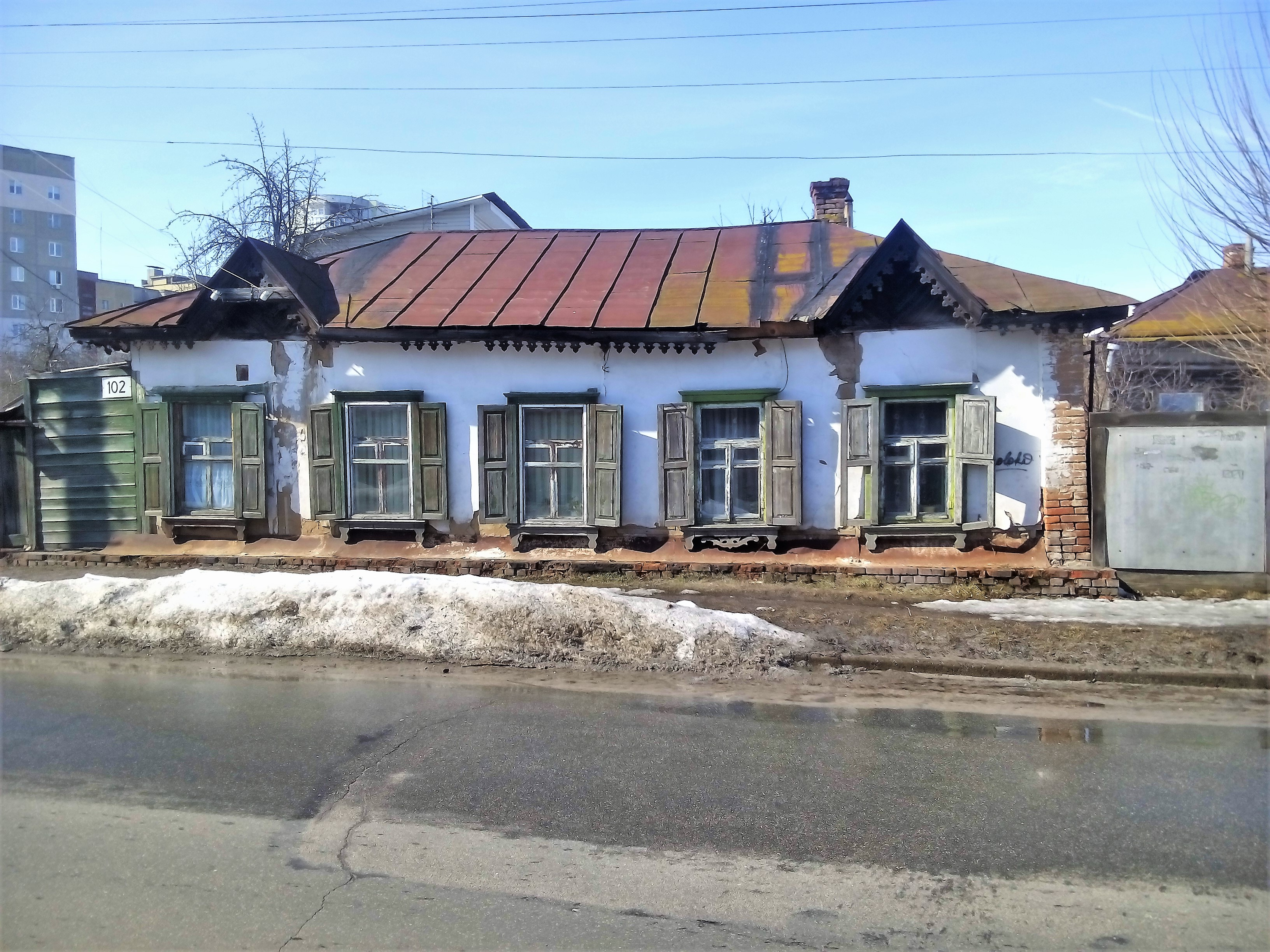
Будинок по вул. Полуботка, 102
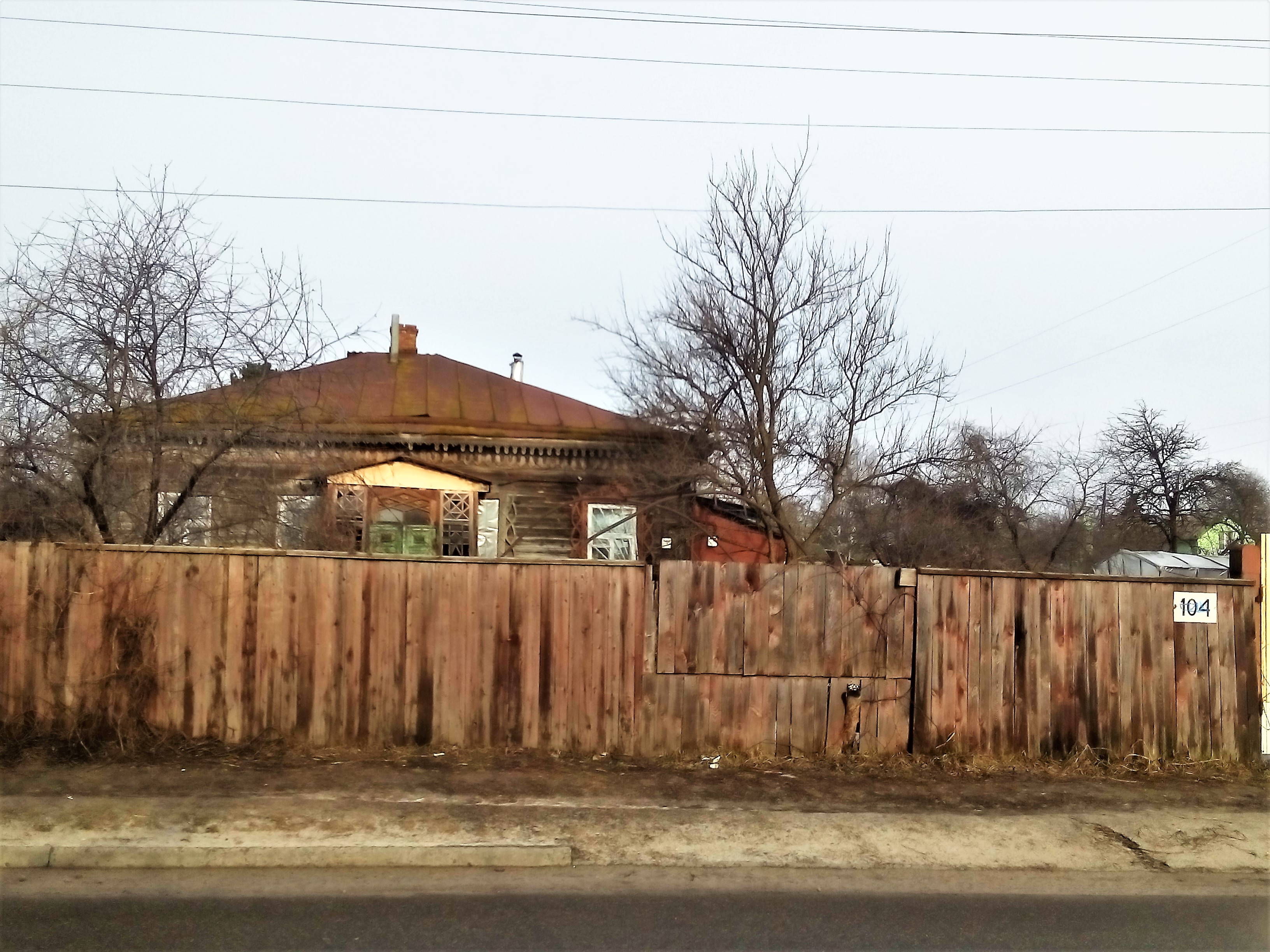
Будинок по вул. Полуботка, 104

## Виноски
1. ↑  Історія Чернігівщини на www.gorod.cn.ua. Архів оригіналу за 11 червня 2008. Процитовано 16 лютого 2011.
2. ↑  Освіта [Архівовано 25 листопада 2010 у Wayback Machine.] на Сайт міста Чернігова [Архівовано 13 серпня 2011 у Wayback Machine.]
3. ↑  (Громадське) Життя міста (Чернігова) [Архівовано 5 березня 2016 у Wayback Machine.] на Чернігів- сайт міста [Архівовано 31 березня 2010 у Wayback Machine.]